# Tamatam Municipality
Tamatam Municipality är en kommun i Mikronesiska federationen.   Den ligger i delstaten Chuuk, i den västra delen av landet, 1 000 km väster om huvudstaden Palikir. Antalet invånare är 365.
Följande samhällen finns i Tamatam Municipality:
- Tamatam Village